# You Changed My Life
You Changed My Life (v českém překladu Změnil jsi mi život) je filipínská romantická komedie z roku 2009 režírovaná Cathy Garcia-Molinovou. Děj filmu navazuje na film A Very Special Love.

## Děj
Laida se připravuje na svoje úplně první rande s Miguelem Montenegrem, synem z bohaté filipínské rodiny Montenegro. Místo Miguela ale přijede jiné auto a z něj vystoupí slečna, která Laidě předá kytici květin. Laida je smutná, dokud si nevšimne nápisu neudělal jsem to. Za krátkou chvíli přijede sám Miguel. Miguel smlouvá s Laidiným otcem o tom, v kolik má přivézt Laidu domů a nakonec souhlasí s tím, že nejpozději v deset večer.
Miguel letí s Laidou na rodinnou oslavu vrtulníkem. Miguel chce nejprve Laidě něco ukázat, tak jsou spolu do zahrady. Laida se bojí, že půjde o sex, ale Miguel pro ni má připravený ohňostroj.
Miguelův otec přesvědčí Artura, aby svěřil svému bratrovi vedení prádelního byznysu v Laguně. Miguel je tak časově vytížený, že nemá na Laidu moc času. I přesto, když Laida dostane od své tety nabídku pracovat v Kanadě, zeptá se nejprve Miguela na jeho názor. Miguel jí odpoví, že záleží hlavně na ní, a Laida nabídku odmítne.
Laida má nového kolegu, kterým je její bývalý spolužák Macoy. Macoyovi se Laida líbí a Miguel se snaží být lepší než Macoy. Jednou, když Miguel jede vyzvednout Laidu, uvidí ji společně s Macoyem a požádá Laidu, aby se Macoyovi vyhýbala. Laida s tím souhlasí a Macoyovi se opravdu na veřejnosti vyhýbat začne.
Miguel chce zvýšit zisky prádelního byznysu a získá zkušební velkou zakázku od bývalé Arturovi přítelkyně. Miguel se snaží zvýšit objemy vypraného prádla, čímž vzbudí nevoli u zaměstnanců. Díky této zakázce má Miguel ještě méně času na Laidu, které několikrát slíbí, že jsi vyzvedne v práci, ale pak se omluví. Protože Miguel má na Laidu málo času, Laida se rozhodne podat výpověď, ale její vedoucí ji nepřijme s tím, ať si to přes víkend ještě rozmyslí.
Miguelovi se podaří v prádelním byznysu vytvořit takový tlak na zaměstnance, že zaměstnanci vstoupí do stávky. DO řešení stávky se tak vloží i Miguelův a Arturův otec. Díky řešení stávky Miguel propásne svatbu Laidiny kamarádky a Laida se kvůli tomu na Miguela zlobí a nechce ho vidět.
Stávku v prádelním byznysu se podaří zvládnout a Miguel všem zaměstnancům roznáší kávu v hrníčkách s omluvou. Protože se zkušební zakázku nepodařilo splnit, nabízí rodina Montenegro Arturově bývalé přítelkyni slevu, ale ta ji odmítne a rozhodne se zaplatit plnou cenu.
Miguel dostane od Artura nabídku k vedení nově koupené společnosti, musel by ale kvůli tomu do zahraničí. Miguel se rozhodne poradit se o nabídce s Laidou, ale té je to jedno. Miguel se tedy rozhodne nabídku přijmout.
Laida s kolegy a Macoyem jedou taxíkem a Laida jim o tom, že se Miguel přišel zeptat na její názor zmíní. Macoy se zeptá, jestli Miguela miluje. Laida mu odpoví, že ano, ale že se jí nezdá, že by Miguel miloval ji. Macoy jí vysvětlí, že Miguel svojí lásku ukazuje jinak a že to, že se jí přišel zeptat na její názor je nejvíc, co mohl udělat. Macoy se následně ujme řízení a jedou na oslavu, při které se má Miguel ujmout nové funkce.
Na oslavě má proslov Arturo, který předá slovo Miguelovi. Miguel se v proslovu vyjádří, že si uvědomuje, že jednou z důležitých vlastností byznysu rodiny Montenegro je jejich vztah se zaměstnanci. Po té oficiálně přijme nabídku a po té si všimne Laidy, za kterou se rozběhne ven.
Laida se Miguelovi omluví, že očekávala, že Miguel bude pro jejich lásku to samé, co Laida, ale že si uvědomila, že Miguel jí svojí lásku dokazuje jinak. Také mu říká, že její odjezd do Kanady není kvůli tomu, že by ho neměla ráda, ale aby si rozšířila svůj svět. Nakonec smlouvají o délce polibku a políbí se.

## Obsazení
| Sarah Geronimo                                  | Laida Magtalas      |
| John Lloyd Cruz                                 | Miguel Montenegro   |
| Rayver Cruz                                     | Macoy Romero        |
| Dante Rivero                                    | Luis Montenegro     |
| Rowell Santiago                                 | Arturo Montenegro   |
| Johnny Revilla                                  | Roger Montenegro    |
| Bing Pimentel                                   | Alice Montenegro    |
| Al Tantay                                       | Tomas Magtalas      |
| Irma Adlawan                                    | Baby Magtalas       |
| Bernard Palanca                                 | Mon                 |
| Matet De Leon                                   | Zoila               |
| Joross Gamboa                                   | John Rae            |
| Gio Alvarez                                     | Vincent             |
| Beverly Salviejo                                | Manang Vida         |
| Miles Ocampo                                    | Rose Magtalas       |
| Arno Morales                                    | Stephen Magtalas    |
| Andrei Garcia                                   | Lio Magtalas        |
| Kalila Aguilos                                  | Violy               |
| C. J. Javarata                                  | Jules               |
| Nikki Bacolod                                   | Beng                |
| Epifania Limon (jako Panying Limon)             | kancelářský technik |
| Mikee Cojuangco (jako Mikee Cojuangco-Jaworski) | Cristina            |